# Ефелдер
Ефелдер (њем. Effelder) општина је у њемачкој савезној држави Тирингија. Једно је од 89 општинских средишта округа Ајхсфелд. Према процјени из 2010. у општини је живјело 1.342 становника. Посједује регионалну шифру (AGS) 16061027.

## Географски и демографски подаци
Ефелдер се налази у савезној држави Тирингија у округу Ајхсфелд. Општина се налази на надморској висини од 470 метара. Површина општине износи 10,9 km². У самом мјесту је, према процјени из 2010. године, живјело 1.342 становника. Просјечна густина становништва износи 123 становника/km².